# Rudolf Heinrich Zirkwitz

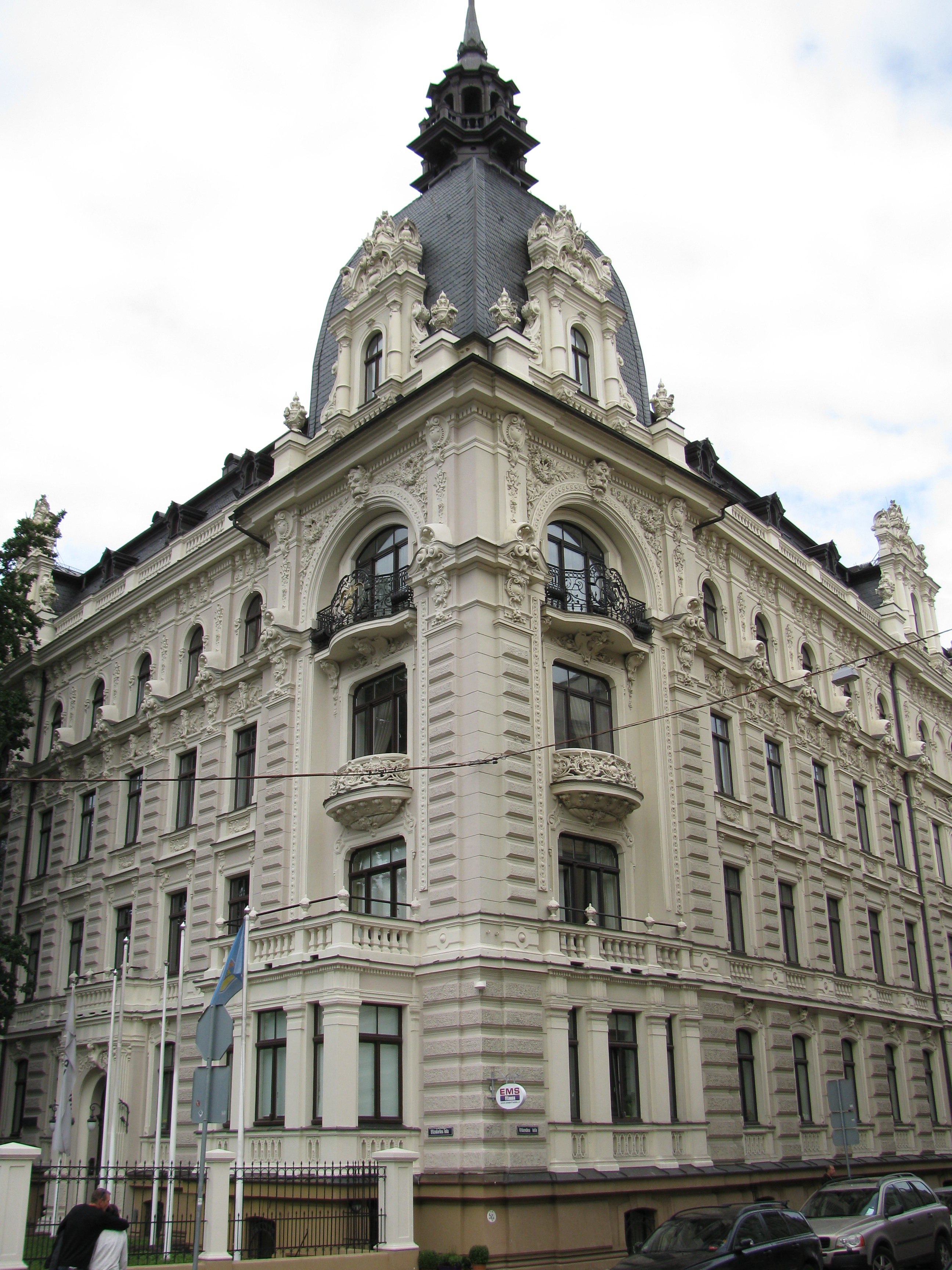
Edificio en Vīlandes iela 1 (Riga) diseñado por Zirkwitz.

Rudolf Heinrich Zirkwitz (en letón: Rūdolfs Heinrihs Cirkvics; 1857-1926) fue un arquitecto alemán del Báltico que trabajó en la actual Letonia.
Rudolf Heinrich Zirkwitz estudió en el Instituto Politécnico de Riga (hoy Universidad Técnica de Riga) y se graduó en 1882. Aparte de su trabajo como arquitecto, también era un asesor en varias compañías de seguros y trabajaba como inspector de edificación en el Consejo de Construcción de la Ciudad de Riga y enseñaba dibujo en el Gymnasium de la Ciudad. Como arquitecto, diseñó unos 25 edificios de apartamentos en Riga y también presentó los planos para la Mansión de Igate y los planos para reconstruir el Palacio de Bīriņi. Los edificios que diseñó eran en estilo ecléctico, con influencias ocasionales de Art Nouveau. Muchos de los edificios diseñados por Zirkwitz en Riga fueron construidos durante el apogeo de la arquitectura Art Nouveau en la ciudad.